# Nissan Silvia

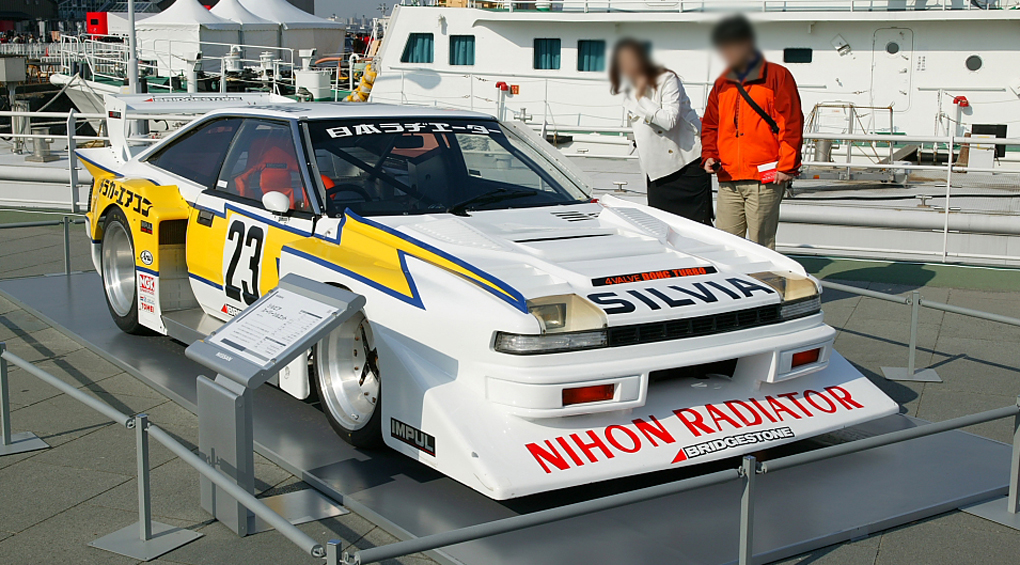
Super silhouette formula

La Nissan Silvia è il nome dato dalla casa automobilistica Nissan ad una serie di automobili coupé sportive dal 1964 al 1968 e successivamente dal 1974 al 2002, basate tutte su un telaio denominato "S".

## La storia

### Nissan Silvia CSP311
Il nome Silvia venne utilizzato per la prima volta per la presentazione, al salone dell'automobile di Tokyo del 1964, di una coupé basata sulla Nissan Fairlady e commercializzata dal marzo dell'anno seguente anche come Datsun Coupé 1500. Conosciuta anche con la sigla CSP311, veniva fabbricata in modo parzialmente artigianale e ne vennero costruiti 554 esemplari sino al 1968, venduti quasi tutti sul mercato interno giapponese. Questo primo modello era equipaggiato di un propulsore a 1,6 litri, alimentato a carburatori e in grado di erogare 96 CV di potenza.

### Nissan Silvia S10

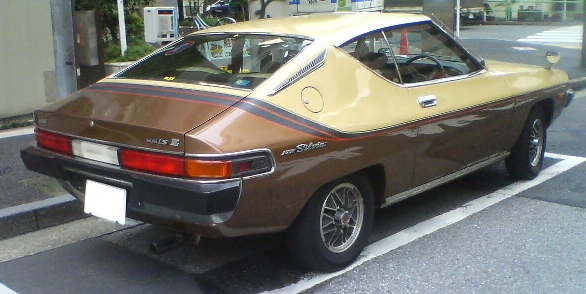
Posteriore della Silvia S10

Il nome venne ripreso nel 1974 con la presentazione della Silvia S10, commercializzata anche come Datsun 200SX (negli Stati Uniti d'America dove era disponibile un propulsore da 2.0 litri) e Datsun 180SX. La vettura, a trazione posteriore e motore anteriore, presentata diverse parti in comune con la contemporanea Nissan Sunny e aveva un propulsore 4 cilindri in linea da 1,8 litri e circa 100 CV, sempre alimentato a carburatori come la serie precedente. La trasmissione avveniva attraverso un cambio manuale a 4 rapporti.
Esteticamente, sempre rispetto alla prima serie, presentava un profilo in cui il lunotto posteriore era raccordato con il bagagliaio, ottenendo una linea simile a quella delle vetture hatchback.
Gli ingombri vennero aumentati rispetto alla prima serie, arrivando a 4.135 mm di lunghezza, 1.600 mm di larghezza e 1.300 mm di altezza. Anche il passo è stato incrementato a 2.340 mm.
Questa generazione è restata in produzione sino al 1979, quando è stata sostituita dalla Silvia S110.

### Nissan Silvia S110

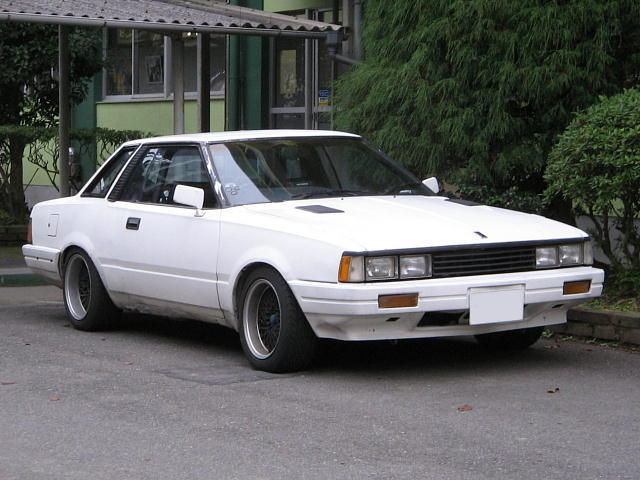
Silvia S110 coupé 2 porte

La maggiore novità della terza generazione del 1979, fu che la Silvia venne resa disponibile, oltre che in una versione coupé classica a 2 porte, anche in versione hatchback con portellone posteriore, denominata Nissan Gazelle sul mercato interno giapponese. Venne commercializzata su alcuni mercati anche come Datsun Sakura.
Da questa serie venne utilizzato un telaio di dimensioni superiori, con un interasse da 2.400 mm, in grado di alloggiare vari propulsori. Anche gli ingombri aumentarono leggermente rispetto alla versione precedente.
Inizialmente era prevista la presenza nella gamma di una versione dotata di motore rotativo che non vide però la luce; i propulsori restarono pertanto dei classici motori in linea con cilindrate comprese tra 1,8 e 2,2 litri e ne venne presentata anche una versione dotata di turbocompressore.
Da questa generazione venne anche ricavata una versione destinata alle competizioni rallystiche di Gruppo B, la Nissan 240 RS.

### Nissan Silvia S12
La versione successiva venne presentata nel 1984 e prese la denominazione di Silvia S12, restando in produzione sino al 1988.
Disponibile anch'essa nelle due versioni da coupé 2 porte e con portellone posteriore, venne maggiormente esportata in varie parti del mondo. In ognuna di esse poteva avere denominazioni diverse e anche le configurazioni estetiche e meccaniche erano diverse da mercato a mercato; ad esempio sul mercato australiano veniva commercializzate entrambe le versioni di carrozzeria ma era disponibile unicamente il propulsore da 2.0 litri abbinato a un cambio manuale a 5 rapporti o a un cambio automatico a 4 rapporti

### Nissan Silvia S13
La quinta generazione, la Nissan Silvia S13, vide la luce nel 1988, restando in produzione sino al 1994.

### Nissan Silvia S14
Nel 1994 iniziò la produzione della sesta generazione, la Silvia S14, che restò in produzione sino al 2000.

### Nissan Silvia S15
Nel 1999 iniziò la produzione della settima generazione, la Silvia S15, che rappresenta l'ultima serie della vettura, la cui commercializzazione è terminata nel 2002.